# 1.ª Divisão de Infantaria (Reino Unido)
A 1.ª Divisão de Infantaria (4th Infantry Division) é uma divisão regular do Exército Britânico com uma longa história: esteve presente na Guerra Peninsular, na Guerra da Crimeia, na Primeira Guerra Mundial e na Segunda Guerra Mundial.
Foi originalmente formada em 1809 por Arthur Wellesley, 1.º Duque de Wellington para servir na Guerra Peninsular, onde participou em numerosas batalhas.
Participou na batalha de Waterloo.
Na Guerra da Crimeia participou activamente na Batalha de Alma, Batalha de Balaclava e Batalha de Inkerman.
Esteve entre as primeiras divisões a serem enviadas para França como parte da Força Expedicionária Britânica na Primeira Guerra Mundial. Serviu na Frente Ocidental durante toda a guerra e participou nas grandes ofensivas incluindo a Batalha de Mons, Batalha do Marne, Batalha do Aisne e Batalha do Somme, entre outras.
Durante a Segunda Guerra Mundial foi enviada para França até junho de 1940. Depois foi enviada para o norte de África, como parte da Campanha da Tunísia.